# Agromyza myostidis
Agromyza myostidis är en tvåvingeart som beskrevs av Johann Heinrich Kaltenbach 1864. Agromyza myostidis ingår i släktet Agromyza och familjen minerarflugor. Inga underarter finns listade i Catalogue of Life.